# الی کندریک
الی کندریک (انگلیسی: Ellie Kendrick؛ زادهٔ ۶ ژوئن ۱۹۹۰) یک بازیگر است. او در سریال بازی تاج و تخت نقش میرا را بازی کرده است. از سریال‌های دیگر او می‌توان به نشریات اشاره کرد.